# Nova pravila
Nova pravila je prvi album slovenske rock skupine Big Foot Mama. Material je skupina v živo, v pičlih petnajstih urah posnela v studiu Kif Kif s tonskim mojstrom Žaretom Pakom. Album je leta 1995 izšel pri založbi Corona.

## Seznam pesmi
Vse pesmi je napisala skupina Big Foot Mama.
1. »Nova pravila« – 3:59
2. »Buldožer« – 4:48
3. »Mala nimfomanka« – 3:35
4. »Moja tamala« – 2:49
5. »Nisem več s tabo« – 4:50
6. »Lovro« – 3:31
7. »Kralj« – 3:20
8. »Vem da nč ne vem« – 4:06
9. »Sam' prjatla« – 3:58
10. »Začari me« – 3:45

## Zasedba

### Big Foot Mama
- Gregor Skočir – vokal
- Gušti – kitara
- Jože Habula – bobni
- Alen Steržaj – bas kitara
- Daniel Gregorič – kitara

### Gostje
- Rok Gerbec - tenor saksofon[2]